# Wilson Figueiredo
Wilson Augusto Figueiredo (Castelo, 29 de julho de 1924 – Rio de Janeiro, 20 de abril de 2025) foi um jornalista, poeta e escritor brasileiro. Nascido em 1924 no Espírito Santo e criado em Minas Gerais, foi para o Rio de Janeiro na década de 1950, onde se estabeleceu em definitivo e desenvolveu sua carreira como jornalista e escritor.

## Carreira
Por quase 50 anos foi editorialista, redator, colunista e comentarista político do Jornal do Brasil. Neste tempo, trabalhou com nomes como Fernando Sabino, Henfil, Ricardo Boechat, Antônio Calado, Ferreira Gullar, Alberto Dines e outros nomes da imprensa brasileira.
A sua longa trajetória no Jornal do Brasil foi marcada pela reforma gráfica e editorial, iniciada por Reynaldo Jardim, no Suplemento Dominical e Odilo Costa Filho, no próprio Jornal do Brasil, que levou este veículo a se consolidar com uma das vozes mais relevantes na imprensa brasileira no século XX, com capas e opiniões marcantes.
Além do Jornal do Brasil, passou por várias redações, como a Agência Meridional, dos Diários Associados, Folha de Minas, foi diretor de redação do O Jornal e trabalhou uma curta temporada nos últimos tempos do Ultima Hora, com Samuel Wainer. Em revistas, trabalhou na Manchete e Mundo Ilustrado, editada pelo Diário de Notícias.
Poeta na juventude em Belo Horizonte — no tempo em que seus amigos Fernando Sabino, Otto Lara Resende, Paulo Mendes Campos, Sábato Magaldi e Hélio Pellegrino também se iniciavam na literatura — lançou o livro de poesias "A Mecânica do Azul" (1946), com capa de Burle Marx e apresentação de Tristão de Athayde. Esta obra é citada no livro de memórias de Fernando Sabino, o "Jogo de Damas" e elogiada por Mário de Andrade, por quem era chamado de "Figueiró".
Segundo Nelson Rodrigues, Wilson Figueiredo conseguiu fazer jornalismo com uma percepção mais sensível da realidade: “Geralmente, nós jornalistas modernos, temos a mania da objetividade, por isso, não enxergamos nada, somos cegos para as evidências mais ululantes. O Wilson não. É poeta e, como tal, está sempre a um milímetro de delírio”.

## Morte
Wilson morreu de causas naturais no dia 20 de abril de 2025 aos 100 anos.

## Obras
Poesia
- A Mecânica do Azul (1946)
- Poemas narrativos (1947)

Política
- Os idos de março e a queda em abril (1964), em conjunto com oito autores, redatores do Jornal do Brasil

Jornalismo
- 1964: o último ato (Gryphus, 2015)
- De Lula a Lula (Gryphus, 2016)
- Os mineiros: modernistas, sucessores & avulsos (Gryphus, 2018)